# 東方石鱸
東方石鱸（学名：Plectorhinchus vittatus），又名東方胡椒鯛、打鐵婆、花身舅仔、六線妞妞，为石鱸科胡椒鯛屬下的一个种。